# Laanoussar
Laanoussar (franska: Laanoussar (CR), Laanoussar (Commune Rurale), arabiska: كيسان) är en kommun i Marocko.   Den ligger i provinsen Sefrou och regionen Fès-Meknès, i den nordöstra delen av landet, 190 km öster om huvudstaden Rabat. Antalet invånare är 9 343.